# Jake Steed

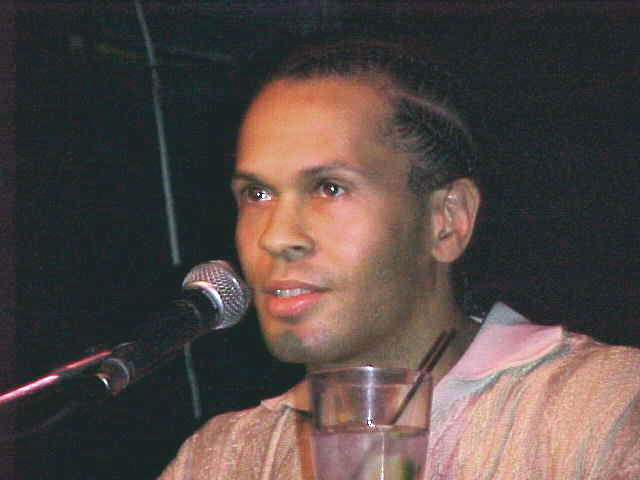
Jake Steed 2001

Jake Steed (* 27. August 1972 als Jason Okeze) ist ein US-amerikanischer Pornodarsteller. Seit 2001 ist er nicht mehr öffentlich aufgetaucht.
Jake Steed erschien auch auf dem Album 2001 von Dr. Dre in dem Stück Pause 4 Porno.  Steed veröffentlichte eine Rap-CD mit dem Namen  Jake’s latest and greatest - the soundtrack. Allerdings blieb der Erfolg hier aus.

## Auszeichnungen
Im Jahr 2001 wurde Jake bei den 17. jährlichen Auszeichnungen der XRCO (X-Rated Critics Organization) in die Hall of Fame aufgenommen. Er wurde ausgezeichnet für seine zwölfjährige Tätigkeit in der Industrie. Er ist der jüngste männliche Darsteller, der diese Auszeichnung erhalten hat.
- 1996: AVN Award sowie XRCO Award für die Best Anal Sex Scene in Bottom Dweller 33 1/3
- 2000: AVN Award für das Best Ethnic-Themed Video in Freaks, Whoes & Flows 10
- 2001: Aufnahme in die XRCO Hall of Fame.